# جونجي إيتو: حكايات يابانية مرعبة
جونجي إيتو: حكايات يابانية مرعبة (باليابانية: 伊藤潤二『マニアック』، بالروماجي: Itō Junji Maniakku) هي سلسلة أونا أنمي من إخراج شينوبو تاغاشيرا ومن إنتاج ستوديو دين، مقتبست من مانغا جونجي إيتو شجيرات فقاعات الدم و سويتشي و تومي. عرضت في 19 يناير عام 2023 على نتفليكس، وتكونت من 12 حلقة.

## الشخصيات
كازويا هيكيزوري (باليابانية: 引摺一也، بالروماجي: Hikizuri Kazuya)
أداء صوتي: تاكاهيرو ساكوراي
كيكو (باليابانية: 黄子، بالروماجي: Kiko)
أداء صوتي: رومي باكو
سايوكو (باليابانية: 小夜子، بالروماجي: Sayoko)
أداء صوتي: هيساكو كانيموتو
تشيمي (باليابانية: チエミ، بالروماجي: Chiemi)
أداء صوتي: يوكو هيكاسا
كوريكو (باليابانية: 栗子، بالروماجي: Kuriko)
أداء صوتي: ناتسومي تاكاموري،  أكينو واتانابي (بالغ)
شيغورو (باليابانية: 四五郎، بالروماجي: Shigorō)
أداء صوتي: هاجيمي إيجيما
نارومي (باليابانية: 成美، بالروماجي: Narumi)
أداء صوتي: ريسا شيميزو
هيتوشي (باليابانية: ヒトシ، بالروماجي: Hitoshi)
أداء صوتي: أياكا أساي
ميساكو (باليابانية: みさ子، بالروماجي: Misako)
أداء صوتي: توموكو كانيدا
كازوكو موريناكا (باليابانية: 森中和子، بالروماجي: Morinaka Kazuko)
أداء صوتي: ريهو سوغياما [الإنجليزية]
شينيا شيرايشي (باليابانية: 白石晋也، بالروماجي: Shiraishi Shinya)
أداء صوتي: دايسكي كيشيو
كاغومي فوجينو (باليابانية: 藤野輝美، بالروماجي: Fujino Kagumi)
أداء صوتي: إيوري نوميزو
تومي كاواكامي (باليابانية: 富江، بالروماجي: Tomie)
أداء صوتي: ريي سويغارا
تسوكيكو إيزوميساوا (باليابانية: 泉沢月子، بالروماجي: Izumisawa Tsukiko)
أداء صوتي: يوميري هاناموري
يامازاكي (باليابانية: 山崎، بالروماجي: Yamazaki)
أداء صوتي: تاكو ياشيرو
تاتشي (باليابانية: 太地، بالروماجي: Tachi)
أداء صوتي: توموكازو سوغيتا
كيماتا (باليابانية: 木股، بالروماجي: Kimata)
أداء صوتي: هيرويوكي يوشينو
سويتشي (باليابانية: 双一، بالروماجي: Sōichi)
أداء صوتي: يوجي ميتسويا
كويتشي (باليابانية: 公一، بالروماجي: Kōichi)
أداء صوتي: يوشيماسا هوسويا
سايوري (باليابانية: さゆり، بالروماجي: Sayuri)
أداء صوتي: يوكا سايتو [الإنجليزية]
تاغايسو (باليابانية: 互須، بالروماجي: Tagaisu)
أداء صوتي: يوتاكا أوياما
أوشيكيري (باليابانية: 押切، بالروماجي: Oshikiri)
أداء صوتي: هيرو شيمونو
سونوهارا (باليابانية: 園原، بالروماجي: Sonohara)
أداء صوتي: ريوتارو أوكيايو
توموكي (باليابانية: 友樹، بالروماجي: Tomoki)
أداء صوتي: سارا ماتسوموتو
آيس كريم مان (باليابانية: アイスクリームマン، بالروماجي: Aisu Kurīmu Man)
أداء صوتي: تاكاتسوغو تشيكاماتسو
تسويوشي يوشيكاوا (باليابانية: 吉川剛، بالروماجي: Yoshikawa Tsuyoshi)
أداء صوتي: ريوهيه كيمورا
كاورو يوشيكاوا (باليابانية: 吉川かおる، بالروماجي: Yoshikawa Kaoru)
أداء صوتي: ماو إيتشيميتشي
إيزومي كوراكامي (باليابانية: 村上泉، بالروماجي: Murakami Izumi)
أداء صوتي: أيا أوتشيدا
غورو شينوزاكي (باليابانية: 白崎五郎، بالروماجي: Shinozaki Gorō)
أداء صوتي: يوكي كاجي
كوكو شينوزاكي (باليابانية: 白崎香子، بالروماجي: Shinozaki Koko)
أداء صوتي: تومو هانبا
رومي (باليابانية: 留美، بالروماجي: Rumi)
أداء صوتي: فوميكو أوريكاسا
شيمادا (باليابانية: 島田، بالروماجي: Shimada)
أداء صوتي: تاكاشي كوندو
مايومي سانتو (باليابانية: 山東まゆみ، بالروماجي: Santō Mayumi)
أداء صوتي: شوكو ناكاغاو
ميتسو أوتشيدا (باليابانية: 内田美津، بالروماجي: Uchida Mitsu)
أداء صوتي: ميي سونوزاكي
كولون (باليابانية: コロン، بالروماجي: Koron)
أداء صوتي: توموكو كانيدا

## وصلات خارجية
- الموقع الرسمي باللغة اليابانية
- جونجي إيتو: حكايات يابانية مرعبة على موقع IMDb (الإنجليزية)
- جونجي إيتو: حكايات يابانية مرعبة على موقع نتفليكس (الإنجليزية)
- جونجي إيتو: حكايات يابانية مرعبة على موقع فيلمافينيتي (الإسبانية)
- جونجي إيتو: حكايات يابانية مرعبة على موقع ليتربوكسد (الإنجليزية)
- جونجي إيتو: حكايات يابانية مرعبة على موقع كينوبويسك (الروسية)
- جونجي إيتو: حكايات يابانية مرعبة على موقع ألو سيني (الفرنسية)
- جونجي إيتو: حكايات يابانية مرعبة على موقع قاعدة بيانات الفيلم (الإنجليزية)
- جونجي إيتو: حكايات يابانية مرعبة على موقع ANN anime (الإنجليزية)